# 725 Amanda
725 Amanda è un asteroide della fascia principale del diametro medio di circa 21,51 km. Scoperto nel 1911, presenta un'orbita caratterizzata da un semiasse maggiore pari a 2,5728162 UA e da un'eccentricità di 0,2202468, inclinata di 3,78753° rispetto all'eclittica.
L'asteroide è dedicato alla moglie dell'astronomo tedesco Richard Schorr.